# Каровичи (Чайниче)
Каровичи (серб. Каровићи, босн. Karovići) — населённый пункт (деревня) в общине Чайниче, который принадлежит энтитету Республике Сербской, Босния и Герцеговина. По результатам югославской переписи населения 1991 года в Каровичах проживало 168 человек.

## Население
В населении деревни подавляющее большинство составляют мусульмане (боснийцы), доля остальных национальностей очень мала.
| 1961                           | 1971 | 1981 | 1991 | - | - | - |
| ------------------------------ | ---- | ---- | ---- | - | - | - |
| 368                            | 323  | 213  | 168  | - | - | - |
| Гистограмма динамики населения |      |      |      |   |   |   |

### Национальный состав населения
На 1991 год:
- сербы — 1 человек (0,60 %);
- хорваты — 0 человек (0,00 %);
- мусульмане — 167 человек (99,40 %);
- югославы — 0 человек (0,00 %);
- другие и неизвестно — 0 человек (0,00 %).